# Гронець (притока Грону)
Гронець (словац. Hronec) — річка в Словаччині; притока Грону довжиною 11.5 км. Протікає в округах Брезно і Ревуца.
Витікає в масиві Вепорські гори на висоті 1270 метрів. Протікає територією  села Завадка-над-Гроном.
Впадає у Грон на висоті 613 метра.